# Liste der Werke der Folklore Fellows’ Communications

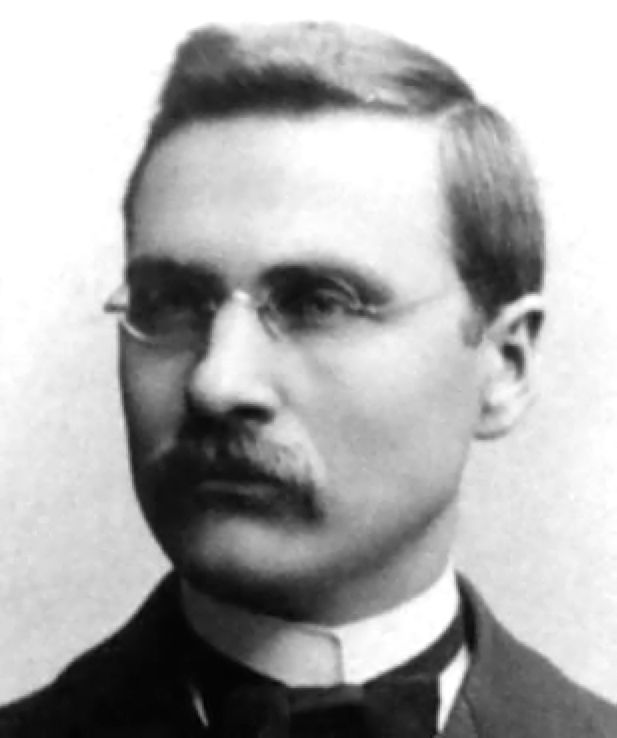
Antti Amatus Aarne (1867–1925), finnischer Märchenforscher

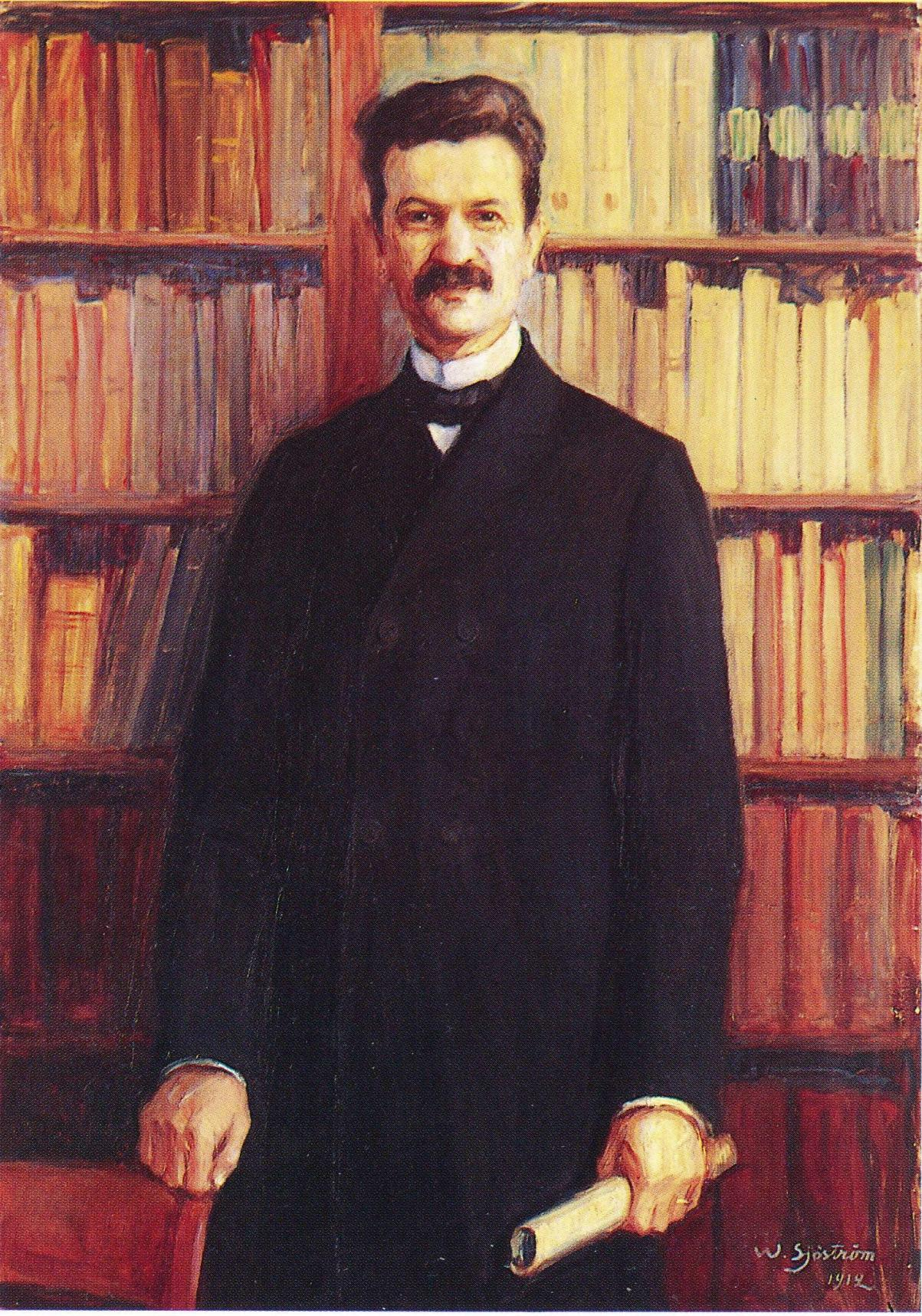
Kaarle Krohn (1863–1933), finnischer Folklorist

Dies ist eine Liste der Werke der Folklore Fellows’ Communications.
Die wissenschaftliche Buchreihe Folklore Fellows’ Communications (Abk. FFC) mit Werken der Volkskunde wurde im Jahr 1910 begründet. Sie erscheint für die finnischen Folklore Fellows (FF) seit 1910 und wird herausgegeben von der Finnischen Akademie der Wissenschaften (Suomalainen Tiedeakatemia / Academia Scientiarum Fennica / Finnish Academy of Science and Letters). Sie erscheint heute meist auf Englisch, früher überwiegend auf Deutsch, verschiedene Bände sind auch in anderen Sprachen erschienen.
Der erste Band der Reihe ist der 1910 erschienene Band zur nationalen Dänischen Folkloresammlung in Kopenhagen: Dansk Folkemindesamling (DFS), The National Collection of Folklore in Copenhagen von Axel Olrik. Viele Bände stammen von dem finnischen Märchenforscher Antti Aarne (1867–1925) und von ihrem ersten Herausgeber Kaarle Krohn (1863–1933).
Die Reihe umfasst inzwischen bereits über dreihundert Bände. Manche der älteren Bände der Reihe sind heute gemeinfrei und bereits online zugänglich.
In der Reihe sind einige Typen- und Motivverzeichnisse erschienen. Die Nummern 284-286 beispielsweise bilden die Bände der Types of International Folktales. A Classification and Bibliography von Hans-Jörg Uther, eine Überarbeitung des ebenfalls in der Reihe erschienenen Motif-Index of Folk-Literature von Stith Thompson (siehe auch Aarne-Thompson-Index).
Zahlreiche internationale Fachgelehrte haben an der Reihe mitgewirkt. Eine vollständige Übersicht zu den Autoren findet sich auf der Website der Folklore Fellows. Die Werke der fett gedruckten Autoren sind inzwischen gemeinfrei:
- Antti Aarne (1867–1925)
- Walter Anderson (1885–1962)
- Nikolai Petrowitsch Andrejew (1892–1942)
- Mark Azadovskij (1888–1954)
- Aladár Bán (1871–1960)
- Theodor Benfey (1809–1881)
- Anna Berzkalne (1891–1956)
- Johannes Bolte (1858–1937)
- Ralph Steele Boggs (1901–1994)
- Arthur Christensen (1875–1945)
- Reidar Thoralf Christiansen (1886–1971)
- Wolfram Eberhard (1909–1989)
- Hans Ellekilde (1891–1966)
- Elsa Enäjärvi-Haavio (1901–1951)
- Adolf Eduard Graf (1881–1962)
- Hertha Grudde (1885–1945)
- Martti Haavio (1899–1973)
- Oskar Hackman (1868–1922)
- Sulo Haltsonen (1903–1973)
- Heinrich Harmjanz (1904–1994)
- Uno Harva (1882–1949)
- F. A. Hästesko
- Frans Akseli Heporauta (1879–1946)
- János Honti (1910–1945)
- Valerie Höttges
- Jakob Hurt (1839–1907)
- Hiroko Ikeda
- Merrill Kaplan
- Kustaa Fredrik Karjalainen (1871–1919)
- Bronislava Kerbelytė
- Bengt af Klintberg
- Kaarle Krohn (1863–1933)
- Hermann Kügler (1889–1955)
- George Laport (1898–1945)
- Armas Launis (1884–1959)
- Waldemar Liungman (1883–1978)
- Oskar Loorits (1900–1961)
- Astrid Lunding (1881–1935)
- Lutz Mackensen (1901–1992)
- Ilmari Manninen (1894–1933)
- Viljo Johannes Mansikka (1884–1947)
- Georgios Megas
- Maurits de Meyer (1895–1970)
- Eugen Mogk (1854–1939)
- Axel Olrik (1864–1917)
- Ferdinand Ohrt (1873–1938)
- Fritz Paudler (1882–1945)
- Ernst Alfred Philippson (1900–1992)
- Bertha Pipinen (1863–)
- Erich Pohl (1909–1941)
- Just Knud Qvigstad (1853–1957)
- Kurt Ranke (1908–1985)
- Aukusti Vilho Rantasalo (1881–1961)
- Jonathan Roper
- Erich Rösch
- Andreas Scheiner (1864–1946)
- Adolf Schullerus (1864–1928)
- John Webster Spargo (1896–1956)
- Otto Spies (1901–1981)
- Wolfgang Steinitz (1905–1967)
- Einar Ólafur Sveinsson (1899–1974)
- Archer Taylor (1890–1973)
- Stith Thompson (1885–1976)
- Hjalmar Thuren (1873–1912)
- Václav Tille (1867–1937)
- Hans-Jörg Uther
- Ülo Valk
- Jan de Vries (1890–1964)
- Elisabeth Westergaard
- Walter Wienert

## Übersicht
Im Folgenden eine Übersicht über die Werke.
- 321. Dictionaries as Sources of Folklore Data. Ed. Jonathan Roper. 2020.
- 320. Camilla Asplund Ingemark & Dominic Ingemark, Representations of Fear. Verbalising Emotion in Ancient Roman Folk Narrative. 362 p.
- 319. Maxim Fomin, Ludwig Mülhausen, Séamus Ó Caiside and Scéal Rí na Gréige. The Tale of ‘Three Golden Children’ (ATU 707) in 1937 Donegal. 2020.
- 318. Karel Dvořák, Verzeichnis der altböhmischen Exempel. Index exemplorum paleobohemicorum. Mitarbeiter Kamil Boldan, Herausgeber Jan Luffer. 2019.
- 317. Clive Tolley, Hard It Is To Stir My Tongue. Raiding the Otherworld for the Elixir of Poetry. 2019.
- 316. Folkloristics in the Digital Age. Eds. Pekka Hakamies and Anne Heimo. 2019.
- 315. Visions and Traditions. Knowledge Production and Tradition Archives. Eds. Lauri Harvilahti, Audun Kjus, Clíona O’Carrol, Susanne Österlund-Pötzsch, Fredrik Skott, and Rita Treija. 2018.
- 314. Matthias Egeler, Atlantic Outlooks on Being at Home: Gaelic Place-Lore and the Construction of a Sense of Place in Medieval Iceland. 326 pp. 2018.
- 313. Dace Bula (ed.), Latvian Folkloristics in the Interwar Period. 281 pp. 2017.
- 312. Hans-Hermann Bartens, Tschuden und andere Feinde in der saamischen Erzähltradition. 183 pp. 2017.
- 311. Tuomas Hovi, Finding Heritage Through Fiction in Dracula Tourism. 253 pp. 2016.
- 310. Bill Mag Fhloinn, Blood Rite: The Feast of St. Martin in Ireland. 345 pp. 2016.
- 309. Bronislava Kerbelytė, The Structural-Semantic Types of Lithuanian Folk Tales, vol. 2. 331 pp. 2015.
- 308. Bronislava Kerbelytė, The Structural-Semantic Types of Lithuanian Folk Tales, vol. 1. 477 pp. 2015.
- 307. New Focus on Retrospective Methods. Resuming Methodological Discussions: Case Studies from Northern Europe, eds Eldar Heide and Karen Bek-Pedersen. 230 pp. 2014.
- 306. Art Leete, Guileless Indigenes and Hidden Passion: Descriptions of Ob-Ugrians and Samoyeds through the Centuries. 308 pp. 2014.
- 305. Lotte Tarkka, Songs of the Border People: Genre, Reflexivity, and Performance in Karelian Oral Poetry. 631 pp. 2014.
- 304. Theoretical Milestones: Selected Writings of Lauri Honko. Edited by Pekka Hakamies and Anneli Honko. 338 pp. 2013.
- 303. Georgios Megas, Anna Angelopoulos, Aigli Brouskou, Marianthi Kaplanoglou, Emmanouela Katrinaki: Catalogue of Greek Magic Folktales. 350 pp. 2012.
- 302. Alexandra Bergholm: From Shaman to Saint: Interpretive strategies in the study of Buile Shuibhne. 212 pp. 2012.
- 301. Merrill Kaplan: Thou Fearful Guest: addressing the past in four tales in Flateyjarbók. 236 pp. 2011.
- 300. Bengt af Klintberg: The Types of the Swedish Folk Legend. 501 pp. 2010.
- 299. Timo Kaartinen: Songs of Travel, Stories of Place: Poetics of Absence in an Eastern Indonesian Society. 207 pp. 2010.
- 298. Nils-Arvid Bringéus: Carl Wilhelm von Sydow: A Swedish Pioneer in Folklore. 272 pp. 2009.
- 297. Clive Tolley: Shamanism in Norse Myth and Magic. II. Reference materials. 304 pp. 2009. Volumes I–II.
- 296. Clive Tolley: Shamanism in Norse Myth and Magic. I. 589 pp. 2009. Volumes I–II.
- 295. Emmanouela Katrinaki: Le cannibalisme dans le conte merveilleux grec: Questions d’interprétation et de typologie. 328 pp. 2008.
- 294. Carme Oriol & Josep M. Pujol: Index of Catalan Folktales. 313 pp. 2008.
- 293. Edige—a Karakalpak Oral Epic as performed by Jumabay Bazarov. Edited and translated by Karl Reichl. 498 pp. 2007.
- 292. Bente Gullveig Alver, Tove Ingebjørg Fjell & Ørjar Øyen (eds): Research Ethics in Studies of Culture and Social Life. 232 pp. 2007.
- 291. Isabel Cardigos with the collaboration of Paulo Correia and J. J. Dias Marques: Catalogue of Portuguese Folktales. 406 pp. 2006.
- 290. Laura Stark: The Magical Self. Body, Society and the Supernatural in Early Modern Rural Finland. 521 pp. 2006.
- 289. Kristin Kuutma: Collaborative Representations. Interpreting the Creation of a Sámi Ethnography and a Seto Epic. 282 pp. 2006.
- 288. Jonathan Roper: English Verbal Charms. 242 pp. 2005.
- 287. Anna-Leena Siikala & Jukka Siikala: Return to Culture. Oral Tradition and Society in the Southern Cook Islands. 327 pp. 2005.
- 286. Hans-Jörg Uther: The Types of International Folktales. A Classification and Bibliography. Part III: Appendices. 285 pp. 2004. Second printing  in 2011. Parts I–III
- 285. Hans-Jörg Uther: The Types of International Folktales. A Classification and Bibliography. Part II: Tales of the Stupid Ogre, Anecdotes and Jokes, and Formula Tales. 536 pp. 2004. Second printing in 2011. Parts I–III
- 284. Hans-Jörg Uther: The Types of International Folktales. A Classification and Bibliography. Part I: Animal Tales, Tales of Magic, Religious Tales, and Realistic Tales, with an Introduction. 619 pp. 2004. Second printing in 2011. Parts I–III
- 283. The Wedding of Mustajbey’s Son Becirbey as performed by Halil Bajgoric. Edited and translated by John Miles Foley. 286 pp. 2004. 3
- 282. Lauri Harvilahti in collaboration with Zoja S. Kazagaceva: The Holy Mountain. Studies on Upper Altay Oral Poetry. 166 pp. 2003.
- 281. Lauri Honko in collaboration with Anneli Honko and Paul Hagu: The Maiden’s Death Song & The Great Wedding. Anne Vabarna’s Oral Twin Epic written down by A.O. Väisänen. 529 pp. 2003.
- 280. Anna-Leena Siikala: Mythic Images and Shamanism. A Perspective on Kalevala Poetry. 423 pp. 2003.
- 279. Marilena Papachristophorou: Sommeils et veilles dans le conte merveilleux grec. 337 pp. 2002.
- 278. Stuart Blackburn: Moral Fictions. Tamil Folktales from Oral Tradition. 338 pp. 2001.
- 277. John Minton & David Evans: “The Coon in the Box”: A Global Folktale in African-American Context. 112 pp. 2001.
- 276. Ülo Valk: The Black Gentleman: Manifestations of the Devil in Estonian Folk Religion. 217 pp. 2001.
- 275. Outi Lauhakangas: The Matti Kuusi International Type System of Proverbs. 158 pp. 2001.
- 274. Maarten Kossmann: A Study of Eastern Moroccan Fairy Tales. 156 pp. 2000.
- 273. Heda Jason: Motif, Type and Genre. A Manual for Compiling of Indices & A Bibliography of Indices and Indexing. 279 pp. 2000.
- 272. René Gothóni: Attitudes and Interpretations in Comparative Religion. 173 pp. 2000.
- 271. Jim C. Tatum: A Motif-Index of Luis Rosado Vega’s Mayan Legends. xxxviii + 117 pp. 2000.
- 270. Radost Ivanova: Folklore of the Change. Folk Culture in Post-Socialist Bulgaria. 127 pp. 1999.
- 269. Arthur T. Hatto: The Mohave Heroic Epic of Inyo-kutavêre. Re-appraised and further interpreted on the basis of the edition of A. L. Kroeber and consultation of his field record. 164 pp. 1999.
- 268. Mall Hiiemäe: Der estnische Volkskalender. 325 pp. 1998.
- 267. Marjatta Jauhiainen: The Type and Motif Index of Finnish Belief Legens and Memorates. Revised and enlarged edition of Lauri Simonsuuri’s Typen- und Motivverzeichnis der finnischen mythischen Sagen (FFC No. 182). 362 pp. 1998.
- 266. Lauri Honko in collaboration with Chinnappa Gowda, Anneli Honko and Viveka Rai: The Siri Epic as performed by Gopala Naika. II. x + pp. 493-893. 1998.
- 265. Lauri Honko in collaboration with Chinnappa Gowda, Anneli Honko and Viveka Rai: The Siri Epic as performed by Gopala Naika. I. 1xx + 492 pp. 1998.
- 264. Lauri Honko: Textualising the Siri Epic. 695 pp. 1998.
- 263. Christine Goldberg: The Tale of the Three Oranges. 268 pp. 1997.
- 262. John Lindow: Murder and Vengeance among the Gods. Baldr in Scandinavian Mythology. 210 pp. 1997.
- 261. Annikki Kaivola-Bregenhøj: Narrative and Narrating. Variation in Juho Oksanen’s Storytelling. 221 pp. 1996.
- 260. Isabel Cardigos: In and Out of Enchantment. Blood Symbolism and Gender in Portuguese Fairytales. 273 pp. 1996.
- 259. Marisa Rey-Henningsen: The Tales of the Ploughwoman. Appendix to FFC 254. 154 pp. 1996.
- 258. Antti Aarne & Stith Thompson: Los Tipos del Cuento Folklorico. Una Clasificación. Traducción al Español de Fernando Peñalosa. 359 pp. 1995.
- 257. Liliana Daskalova Perkowski, Doroteja Dobreva, Jordanka Koceva & Evgenija Miceva: Typenverzeichnis der bulgarischen Volksmärchen. Bearbeitet und herausgegeben von Klaus Roth. 425 pp. 1995.
- 256. Satu Apo: The Narrative World of Finnish Fairy Tales. Structure, Agency, and Evaluation in Southwest Finnish Folktales. 322 pp. 1995.
- 255. Linda Dégh: Narratives in Society. A Performer-Centered Study of Narration. 401 pp. 1995.
- 254. Marisa Rey-Henningsen: The World of the Ploughwoman. Folklore and Reality in Matriarchal Northwest Spain. 293 pp. 1994.
- 253. John Minton: “Big ‘Fraid and Little ‘Fraid”. An Afro-American Folktale. 111 pp. 1993.
- 252. Dorothy Ann Bray: A List of Motifs in the Lives of the Early Irish Saints. 138 pp. 1992.
- 251. Anna Birgitta Rooth: Exploring the Garden of Delights. Essays in Bosch’s Paintings and the Medieval Mental Culture. 241 pp. 1992.
- 250. Jean-Pierre Pichette: L’observance des conseils du mâitre. Monographieinternationale du conte type A.T. 910 B précédée d’une introduction au cycle des bons conseils (A.T. 910-915). 671 pp. 1991.
- 249. Anne O’Connor: Child Murderess and Dead Child Traditions. 246 pp. 1991.
- 248. Évelyne Sorlin: Cris de vie, cris de mort. Les fées du destin dans les pays celtiques. 346 pp. 1991.
- 247. Steven Swann Jones: The New Comparative Method: Structural and Symbolic Analysis of the Allomotifs of “Snow White”. 134 pp. 1990.
- 246. Bente Gullveig Alver: Creating the Source through Folkloristic Fieldwork. A Personal Narrative. 164 pp. 1990 (2nd printing 1998).
- 245. Anna-Leena Siikala: Interpreting Oral Narrative. 222 pp. 1990.
- 244. Matti Kamppinen: Cognitive Systems and Cultural Models of Illness. A Study of Two Mestizo Peasant Communities of the Peruvian Amazon. 152 pp. + 18 pl. 1989.
- 243. Éva Pócs: Fairies and Witches at the Boundary of South-Eastern and Central Europe. 95 pp. 1989.
- 242. Heda Jason: Types of Indic Oral Tales. Supplement. 100 pp. + map. 1989.
- 241. Rosemary Lévy Zumwalt: The Enigma of Arnold van Gennep (1873–1957): Master of French Folklore and Hermit of Bourg-la-Reine. 133 pp. 1988.
- 240.  Heda Jason: Whom Does God Favor: The Wicked or the Righteous? The Reward-and-Punishment Fairy-Tale. 156 pp. 1988.
- 239. Bengt Holbek: Interpretation of Fairy Tales. Danish Folklore in a European Perspective. 660 pp. 1987 (2nd printing 1998).
- 238. Patricia Panyity Waterman: A Tale Type Index of Australian Aboriginal Oral Narratives. 173 pp. 1987.
- 237. Pille Kippar: Estnische Tiermärchen. Typen- und Variantenverzeichnis. 220 pp. 1986.
- 236. Matti Kuusi et al.: Proverbia Septentrionalia. 900 Balto-Finnic Proverb Types with Russian, Baltic, German and Scandinavian Parallels. 451 pp. 1985.
- 235. Robert Wildhaber: Der Altersvers des Wechselbalges und die übrigen Altersverse. 117 pp. 1985.
- 234. Aili Nenola-Kallio: Studies in Ingrian Laments. 303 pp. 1982.
- 233. Jukka Siikala: Cult and Conflict in Tropical Polynesia. A Study of Traditional Religion, Christianity and Nativistic Movements. 308 pp. 1982.
- 232. Galit Hasan-Rokem: Proverbs in Israeli Folk Narratives: A Structural Semantic Analysis. 107 pp. 1982.
- 231. Lee Haring: Malagasy Tale Index. 505 pp. 1982.
- 230. Alan Dundes & Claudia A. Stibbe: The Art of Mixing Metaphors. A Folkloristic Interpretation of the Netherlandish Proverbs by Pieter Bruegel the Elder. 71 pp. 1981.
- 229. Lena Neuland: Motif-Index of Latvian Folktales and Legends. 456 pp. 1981.
- 228. Florence E. Baer: Sources and Analogues of the Uncle Remus Tales. 188 pp. 1980.
- 227. Aage Kabell: Skalden und Schamanen. 43 pp. 1980.
- 226. Robert E. Barakat: A Contextual Study of Arabic Proverbs. 52 pp. 1980.
- 225. Roger D. Abrahams: Between the Living and the Dead. 122 pp. 1980.
- 224. Helga Stein: Zur Herkunft und Altersbestimmung einer Novellenballade. (DVldr Nr. 76 und Nr. 77) Die Schwiegermutter beseitigt die ihr anvertraute Schwiegertochter. 276 pp. + map. 1979.
- 223. Nai-Tung Ting: A Type Index of Chinese Folktales in the Oral Tradition and Major Works of Non-Religious Classical Literature. 294 pp. 1978.
- 222. Annikki Kaivola-Bregenhøj: The Nominativus Absolutus Formula – One Syntactic-Semantic Structural Scheme of the Finnish Riddle Genre. 127 pp. 1978.
- 221. Tekla Dömötör: János Honti – Leben und Werk. 84 pp. 1978.
- 220. Anna-Leena Siikala: The Rite Technique of the Siberian Shaman. 385 pp. 1978 (2nd printing 1987).
- 219. Juha Pentikäinen: Oral Repertoire and World View. An Anthropological Study of Marina Takalo’s Life History. 366 pp. 1978 (2nd printing 1987).
- 218. Byrd Howell Granger: A Motif Index for Lost Mines and Treasures Applied to Redaction of Arizona Legends, and to Lost Mine and Treasure Legends Exterior to Arizona. 277 pp. 1977.
- 217. Olli Alho: The Religion of the Slaves. A Study of the Religious Tradition and Behaviour of Plantation Slaves in the United States 1830–1865. 334 pp. 1977 (2nd printing 1980).
- 216. Archer Taylor: Selected Writings on Proverbs. Edited by Wolfgang Mieder. 204 pp. 1975.
- 215. Matti Kuusi: Ovambo Riddles with Comments and Vocabularies. 125 pp. 1974.
- 214. Robert A. Barakat: Tawula: A Study in Arabic Folklore. 40 pp. 1974.
- 213. Nai-Tung Ting: The Cinderella Cycle in China and Indo-China. 67 pp. 1974.
- 212. Paul G. Brewster: The Incest Theme in Folksong. 36 pp. 1972.
- 211. Matti Kuusi: Towards an International Type-System of Proverbs. 41 pp. 1972.
- 210. Nils Storå: Burial Customs of the Skolt Laps. 323 pp. 1971.
- 209. Hiroko Ikeda: A Type and Motif Index of Japanese Folk-Literature. 377 pp. 1971.
- 208. Matti Kuusi: Ovambo Proverbs with African Parallels. 356 pp. 1970.
- 207. Matti Sarmela: Reciprocity Systems of the Rural Society in the Finnish-Karelian Culture Area with Special Reference to Social Intercourse of the Youth. 347 pp. + 15 pl. 1969.
- 206. Kustaa Vilkuna: Finnisches Brauchtum im Jahreslauf. 365 pp. + 25 pl. 1969.
- 205. Felix J. Oinas: Studies in Finnic-Slavic Folklore Relations. Selected Papers. 214 pp. 1969 (2nd printing 1991).
- 204. Frederic C. Tubach: Index Exemplorum. A Handbook of Medieval Religious Tales. 530 pp. 1969 (2nd printing 1981).
- 203. Maurits de Meyer: Le conte populaire flamand. Catalogue analytique et répertoire des épisodes et éléments des contes “Motif-Index”. 184 pp. 1968.
- 202. Juha Pentikäinen: The Nordic Dead-Child Tradition. Nordic Dead-Child Beings. A Study in Comparative Religion. 388 pp. + 3 maps. 1968.
- 201. Toivo Vuorela: Der böse Blick im Lichte der finnischen Überlieferung. 132 pp. 1967.
- 200. Leander Petzoldt: Der Tote als Gast. Volkssage und Exempel. 273 pp. 1968.
- 199. Ilmar Talve: Namens- und Geburtstagstraditionen in Finnland. 84 pp. 1966.
- 198. Maria Kosko: Le fils assassiné (AT 939 A). Étude d’un théme legendaire. 364 pp. 1966.
- 197. Igor Vahros: Zur Geschichte und Folklore der grossrussischen Sauna. 360 pp. 1966.
- 196. Aage Kabell: Balder und die Mistel. 21 pp. 1965.
- 195. Alan Dundes: The Morphology of North American Indian Folktales. 134 pp. 1964 (2nd printing 1980).
- 194. Imre Katona: Historische Schichten der ungarischen Volksdichtung. Mit einer Bibliographie. 36 pp. 1964.
- 193. Rolf Wilh. Brednich: Volkserzählungen und Volksglaube von den Schicksalsfrauen. 244 pp. 1964.
- 192. Ernest J. Moyne: Hiawatha and Kalevala. A Study of the Relationship between Longfellow’s “Indian Edda” and the Finnish Epic. 146 pp. 1963.
- 191. Kustaa Vilkuna: Volkstümliche Arbeitsfeste in Finnland. 287 pp. 1963.
- 190. Gerald Bordman: Motif-Index of the English Metrical Romances. 134 pp. 1963 (2nd printing 1972).
- 189. Martti Haavio: Heilige Haine in Ingermanland. 167 pp. 1963.
- 188. Seán Ó Súilleabhaín & Reidar Th. Christiansen: The Types of the Irish Folktale. 349 pp. 1963 (3rd printing 2002).
- 187. Siegbert Hummel & Paul G. Brewster: Games of the Tibetans. 33 pp. 1963.
- 186. Anna Birgitta Rooth: The Raven and Carcass. An Inzvestigation of a Motif in the Deluge Myth in Europe, Asia, and North America. 268 pp. 1962.
- 185. Lauri Honko: Geisterglaube in Ingermanland. I. 470 pp. 1962 (2nd printing 1991).
- 184. Stith Thompson: The Types of the Folktale. A Classification and Bibliography. Antti Aarne’s Verzeichnis der Märchentypen (FFC No. 3) translated and enlarged. Second Revision. 588 pp. 1961 (4th printing 1987).
- 183. Paul G. Brewster & Georgia Tarsouli: “Handjeris and Lioyenneti” and Child 76 and 110. A Study in Similarities. 17 pp. 1961 (2nd printing 1992).
- 182. Lauri Simonsuuri: Typen- und Motivverzeichnis der finnischen mythischen Sagen. 156 pp. 1961 (2nd printing 1987).
- 181. Aarne A. Koskinen: Ariki the First-Born. An Analysis of a Polynesian Chieftain Title. 191 pp. 1960 (2nd printing 1972).
- 180. Stith Thompson & Warren E. Roberts: Types of Indic Oral Tales. India, Pakistan, and Ceylon. 181 pp. 1960 (2nd printing 1991).
- 179. Asko Vilkuna: Die Ausrüstung des Menschen für seinen Lebensweg. 148 pp. 1959 (2nd printing 1992).
- 178. Lauri Honko: Krankheitsprojektile. Untersuchung über eine urtümliche Krankheitserklärung. 258 pp. 1959 (2nd printing 1967).
- 177. Paul G. Brewster: Games and Sports in Shakespeare. 26 pp. 1959.
- 176. A. V. Rantasalo: Einige Zaubersteine und Zauberpflanzen im Volksaberglauben der Finnen. 79 pp. 1959.
- 175. Reidar Th. Christiansen: The Migratory Legends. A Proposed List of Types with a Systematic Catalogue of the Norwegian Variants. 221 pp. 1958 (2nd printing 1992).
- 174. Robert Austerlitz: Ob-Ugric Metrics. The Metrical Structure of Ostyak and Vogul Folk-Poetry. 128 pp. 1958 (2nd printing 1992).
- 173. Jan de Vries: Untersuchung über das Hüpfspiel, Kinderspiel – Kulttanz. 48 pp. 1957.
- 172. Matti Kuusi: Parömiologische Betrachtungen. 52 pp. 1957.
- 171. Matti Kuusi: Regen bei Sonnenschein. Zur Weltgeschichte einer Redensart. 420 pp. 1957.
- 170. Laurits Bødker: Indian Animal Tales. A Preliminary Survey. 144 pp. 1957 (2nd printing 1991).
- 169. Holger Olof Nygard: The Ballad of Heer Halewijn, Its Forms and Variations in Western Europe. A Study of the History and Nature of a Ballad Tradition. 350 pp. 1958 (2nd printing 1992).
- 168. Walter Anderson: Eine neue Arbeit zur experimentellen Volkskunde. 24 pp. 1956.
- 167. Matti Hako: Das Wiesel in der europäischen Volksüberlieferung mit besonderer Berücksichtigung der finnischen Tradition. 232 pp. 1956.
- 166. Archer Taylor: The Shanghai Gesture. 76 pp. 1956.
- 165. Erich Kunze: Jacob Grimm und Finnland. 116 pp. 1957.
- 164. Asko Vilkuna: Das Verhalten der Finnen in “heiligen” (pyhä) Situationen. 210 pp. 1956.
- 163. Robert Wildhaber: Das Sündenregister auf der Kuhhaut. 36 pp. 1955.
- 162. G. Vidossi: In margine ad alcune avventure di Münchhausen. 9 pp. 1955.
- 161. Stith Thompson: Narrative Motif-Analysis as a Folklore Method. 9 pp. 1955.
- 160. Marianne Rumpf: Ursprung und Entstehung von Warn- und Schreckmärchen. 16 pp. 1955.
- 159. Kurt Ranke: Der Schwank vom Schmaus der Einfältigkeit. Ein Beispiel zur generatio aequivoca der Volkserzählungen. 17 pp. 1955.
- 158. Will-Erich Peuckert: Lenore. 19 pp. 1955.
- 157. G. Megas: Der Bartlose im neugriechischen Märchen. 16 pp. 1955.
- 156. Waldemar Liungman: Das wahrscheinliche Alter des Volksmärchens in Schweden. 44 pp. 1955.
- 155. Karl Haiding: Von der Gebärdensprache der Märchenerzähler. 16 pp. 1955. Out of print.
- 154. Martti Haavio: Der Etanamythos in Finnland. 14 pp. 1955.
- 153. Raffaele Corso: L’orso della Candelora. 8 pp. 1955.
- 152. Pertev Naili Boratav: Les histoires d’ours en Anatolie. 46 pp. 1955.
- 151. Inger M. Boberg: Baumeistersagen. 24 pp. 1955.
- 150. Jan de Vries: Betrachtungen zum Märchen, besonders in seinem Verhältnis zu Heldensage und Mythos. 184 pp. 1954 (2nd printing 1967).
- 149. Oskar Loorits: Der heilige Kassian und die Schaltjahrlegende. 205 pp. 1954.
- 148. A. V. Rantasalo: Der Weidegang im Volksaberglauben der Finnen. IV. Das Zurückführen des Viehes im Herbst in den Viehstall. 177 pp. 1953.
- 147. Paul G. Brewster: The Two Sisters. 101 pp. 1953.
- 146. Elsa Enäjärvi-Haavio: The Finnish Shrovetide. 75 pp. 1954.
- 145. Sulo Haltsonen: Verzeichnis der Veröffentlichungen Uno Holmberg-Harva’s. 14 pp. 1953.
- 144. Martti Haavio: Väinämöinen. Eternal Sage. 274 pp. 1952 (2nd printing 1991).
- 143. A. V. Rantasalo: Der Weidegang im Volksaberglauben der Finnen. III. Viehhüten und Weidegang. 245 pp. 1953.
- 142. Uno Harva: Die religiösen Vorstellungen der Mordwinen. 456 pp. 1952 (2nd printing 1994).
- 141. Walter Anderson: Ein volkskundliches Experiment. 45 pp. 1951.
- 140. Kurt Ranke: Indogermanische Totenverehrung. I. Der dreissigste und vierzigste Tag im Totenkult der Indogermanen. 397 pp. 1951.
- 139. Matti Sadeniemi: Die Metrik des Kalevala-Verses. 159 pp. 1951.
- 138. Eliel Lagercrantz: Entwicklungspsychologische Analyse lappischer Folklore. 155 pp. 1950.
- 137. Gustav Ränk: Die heilige Hinterecke im Hauskult der Völker Nordosteuropas und Nordasiens. 246 pp. 1949.
- 136. Albert Sandklef: Singing Flails. A Study in Threshing-Floor Constructions, Flail-Threshing Traditions and the Magic Guarding of the House. 76 pp. 1949.
- 135. A. V. Rantasalo: Der Weidegang im Volksaberglauben der Finnen. II. Die Hinausführung des Viehes auf die Weide. 327 pp. 1947.
- 134. A. V. Rantasalo: Der Weidegang im Volksaberglauben der Finnen. I. Die Vorbereitungen für das Viehaustreiben. 129 pp. 1945.
- 133. Walter Ruben: Ozean der Märchenströme. I. Die 25 Erzählungen des Dämons. (Vetalapancavimsati.) Mit einem Anhang über die 12 Erzählungen des Dede Korkut. 287 pp. 1944.
- 132. J. R. W. Sinninghe: Katalog der niederländischen Märchen-, Ursprungssagen-, Sagen- und Legendenvarianten. 148 pp. 1943.
- 131. Waldemar Liungman: Traditionswanderungen Rhein-Jenissei. II. 427 pp. 1945.
- 130. Waldemar Liungman: Der Kampf zwischen Sommer und Winter. 187 pp. 1941.
- 129. Waldemar Liungman: Traditionswanderungen Rhein-Jenissei. Eine Untersuchung über das Winter- und Todaustragen und einige hierhergehörige Bräuche. I. 237 pp. 1941.
- 128. Wolfram Eberhard: Volksmärchen aus Süd-ost-China. (Sammlung Mr. Ts’ao Sung-Yeh.) 349 pp. 1941.
- 127. Otto Spies: Zwei volkstümliche Liebesgeschichten aus dem Orient. 124 pp. 1939.
- 126. Archer Taylor: A Bibliography of Riddles. 173 pp. 1939.
- 125. Uno Harva: Die religiösen Vorstellungen der altaischen Völker. 634 pp. 1938 (2nd printing 1993).
- 124. Walter Anderson: Johannes Bolte. Ein Nachruf. 16 pp. 1939.
- 123. Anna Berzkalne: Typenverzeichnis lettischer Volksromanzen in der Sammlung Kr. Barons’ Latviju Dainas. 58 pp. 1938.
- 122. Valerie Höttges: Typenverzeichnis der deutschen Riesen- und riesischen Teufelsagen. 288 pp. 1937.
- 121. Fritz Paudler: Die Volkserzählungen von der Abschaffung der Altentötung. 70 pp. 1937.
- 120. Wolfram Eberhard: Typen chinesischer Volksmärchen. 437 pp. 1937 (2nd printing 1993).
- 119. Waldemar Liungman: Traditionswanderungen Euphrat-Rhein. II. 391–1220 pp. 1938.
- 118. Waldemar Liungman: Traditionswanderungen Euphrat-Rhein. Studien zur Geschichte der Volksbräuche. I. 390 pp. 1937.
- 117. Stith Thompson: Motif-Index of Folk-Literature. VI. Alphabetical Index. 647 pp. 1936.
- 116. Stith Thompson: Motif-Index of Folk-Literature. V. L–Z. 486 pp. 1935.
- 115. Wolfgang Steinitz: Der Parallelismus in der finnisch-karelischen Volksdichtung untersucht an den Liedern des karelischen Sängers Arhippa Perttunen. 219 pp. 1934.
- 114. Kurt Ranke: Die Zwei Brüder. Eine Studie zur vergleichenden Märchenforschung. 390 pp. 1934.
- 113. Archer Taylor: An Index to “The Proverb”. 105 pp. 1934.
- 112. Uno Harva: Dem Andenken Kaarle Krohns. 19 pp. & Sulo Haltsonen: Verzeichnis über die literarische Tätigkeit Kaarle Krohns. 16 pp. 1934.
- 111. Ralph S. Boggs: The Halfchick Tale in Spain and France. 40 pp. 1933.
- 110. Jan de Vries: The Problem of Loki. 306 pp. 1933.
- 109. Stith Thompson: Motif-Index of Folk-Literature. IV. J–K. 501 pp. 1934.
- 108. Stith Thompson: Motif-Index of Folk-Literature. III. F–H. 411 pp. 1934.
- 107. Stith Thompson: Motif-Index of Folk-Literature. II. D–E. 435 pp. 1933.
- 106. Stith Thompson: Motif-Index of Folk-Literature. A Classification of Narrative Elements in Folk-Tales, Ballads, Myths, Fables, Mediæval Romances, Exempla, Fabliaux, Jest-Books and Local Legends. I. A–C. 428 pp. 1932.
- 105. Erich Pohl: Die deutsche Volksballade von der “Losgekauften”. Ein Versuch zur Erforschung des Ursprungs und Verganges einer Volksballade von europäischer Verbreitung. 361 pp. 1934.
- 104. Kaarle Krohn: Zur finnischen Mythologie. I. 80 pp. 1932.
- 103. Heinrich Harmjanz: Die deutschen Feuersegen und ihre Varianten in Nord- und Osteuropa. Ein Beitrag zur vergleichenden Segenforschung. 190 pp. 1932.
- 102. Hertha Grudde: Wie ich meine “Plattdeutschen Volksmärchen aus Ostpreußen” aufschrieb. 16 pp. 1932.
- 101. George Laport: Les contes populaires wallons. 144 pp. 1932.
- 100. Elsa Enäjärvi-Haavio: The Game of Rich and Poor. A Comparative Study of Traditional Singing Games. 343 pp. 1932.
- 99. Martti Haavio: Kettenmärchenstudien. II. 160 pp. 1932.
- 98. Theodor Benfey: Die Reise der drei Söhne des Königs von Serendippo. 178 pp. 1932.
- 97. Eduard Laugaste (-treu): Die estnischen Vogelstimmendeutungen. 96 pp. 1931.
- 96. Kaarle Krohn: Übersicht über einige Resultate der Märchenforschung. 184 pp. 1931.
- 95. Hans Honti: Volksmärchen und Heldensage. Beiträge zur Klärung ihrer Zusammenhänge. 63 pp. 1931.
- 94. Jan de Vries: Contributions to the Study of Othin Especially in His Relation to Agricultural Practices in Modern Popular Lore. 79 pp. 1931.
- 93. Ralph S. Boggs: A Comparative Survey of the Folktales of Ten Peoples. 14 pp. 1930.
- 92. Antti Aarne: Die magische Flucht. Eine Märchenstudie. 165 pp. 1930.
- 91. John Webster Spargo: Chaucer’s Shipman’s Tale the Lover’s Gift Regained. 72 pp. 1930.
- 90. Ralph S. Boggs: Index of Spanish Folktales. 216 pp. 1930 (2nd printing 1993).
- 89. George Laport: Le folklore des paysages du Grand-Duché du Luxembourg. 67 pp. 1929.
- 88. Martti Haavio: Kettenmärchenstudien. I. 224 pp. 1929.
- 87. V. J. Mansikka: Litauische Zaubersprüche. 116 pp. 1929.
- 86. F. Ohrt: Fluchtafel und Wettersegen. 16 pp. 1929.
- 85. Hans Ellekilde: Nachschlageregister zu Henning Frederik Feilbergs ungedrucktem Wörterbuch über Volksglauben in Dansk Folkemindesamling, Kopenhagen. 244 pp. 1929.
- 84. George Laport: Le folklore des paysages de Wallonie. 382 pp. 1929.
- 83. Einar Ól. Sveinsson: Verzeichnis isländischer Märchenvarianten mit einer einleitenden Untersuchung. XCII + 176 pp. 1929.
- 82. F. Ohrt: Herba gratiè plena. Die Legenden der älteren Segensprüche über den göttlichen Ursprung der Heil- und Zauberkräuter. 31 pp. 1929.
- 81. Hans Honti: Verzeichnis der publizierten ungarischen Volksmärchen. 43 pp. 1928.
- 80. Hermann Kügler: Adolf Schullerus zum Gedächtnis. 9 pp. 1928.
- 79. A. Scheiner: Adolf Schullerus. 6 pp. 1928.
- 78. Adolf Schullerus: Verzeichnis der rumänischen Märchen und Märchenvarianten. 99 pp. 1928.
- 77. E. Rösch: Der getreue Johannes. Eine vergleichende Märchenstudie. 216 pp. 1928.
- 76. Kaarle Krohn: Kalevalastudien. VI. Kullervo. 132 pp. 1928.
- 75. Kaarle Krohn: Kalevalastudien. V. Väinämöinen. 196 pp. 1928.
- 74. Stith Thompson: The Types of the Folk-Tale. A Classification and Bibliography. Antti Aarne’s Verzeichnis der Märchentypen (FF Communications No. 3) translated and enlarged. 279 pp. 1927.
- 73. Jan de Vries: Die Märchen von klugen Rätsellösern. Eine vergleichende Untersuchung. 439 pp. 1928.
- 72. Kaarle Krohn: Kalevalastudien. IV. Sampo. 136 pp. 1927.
- 71. Kaarle Krohn: Kalevalastudien. III. Ilmarinen. 151 pp. 1927.
- 70. Archer Taylor: The Black Ox. A Study in the History of a Folk-Tale. 92 pp. 1927.
- 69. N. P. Andrejev: Die Legende vom Räuber Madej. 335 pp. 1927.
- 68. Mark Asadowskij: Eine sibirische Märchenerzählerin. 70 pp. 1926.
- 67. Kaarle Krohn: Kalevalastudien. II. Lemminkäinen. 200 pp. 1926.
- 66. Oskar Loorits: Livische Märchen- und Sagenvarianten. 101 pp. 1926.
- 65. F. Ohrt: The Spark in the Water. An Early Christian Legend—a Finnish Magic Song. 19 pp. 1926.
- 64. Kaarle Krohn: Antti Aarne. 26 pp. 1926.
- 63. K. F. Karjalainen: Die Religion der Jugra-Völker. III. 352 pp. 1927.
- 62. A. V. Rantasalo: Der Ackerbau im Volksaberglauben der Finnen und Esten. V. 271 pp. 1925.
- 61. Uno Holmberg: Die Religion der Tscheremissen. 208 pp. 1926.
- 60. J. Qvigstad: Lappische Märchen- und Sagenvarianten. 62 pp. 1925.
- 59. Arthur Christensen: Motif et thème. Plan d’un dictionnaire des motifs de contes populaires, de légendes et de fables. 52 pp. 1925.
- 58. E. Mogk: Zur Gigantomachie der Voluspa. 10 pp. 1925.
- 57. E. Mogk: Lokis Anteil an Baldrs Tode. 5 pp. 1925.
- 56. Walter Wienert: Die Typen der griechisch-römischen Fabel mit einer Einleitung über das Wesen der Fabel. 187 pp. 1925.
- 55. A. V. Rantasalo: Der Ackerbau im Volksaberglauben der Finnen und Esten. IV. 162 pp. 1924.
- 54. N. P. Andrejev: Die Legende von den zwei Erzsündern. 136 pp. 1924.
- 53. Kaarle Krohn: Kalevalastudien. I. Einleitung. VI + 148 pp. 1924.
- 52. Kaarle Krohn: Magische Ursprungsrunen der Finnen. 308 pp. 1924.
- 51. E. Mogk: Novellistische Darstellung mythologischer Stoffe Snorris und seiner Schule. 33 pp. 1923.
- 50. Ernst Philippson: Der Märchentypus von König Drosselbart. 101 pp. 1923.
- 49. Lutz Mackensen: Der singende Knochen. Ein Beitrag zur vergleichenden Märchenforschung. V + 174 pp. 1923.
- 48. Antti Aarne: Das Lied vom Angeln der Jungfrau Vellamos. Eine vergleichende Untersuchung. 92 pp. 1923.
- 47. Antti Aarne: Das estnisch-ingermanländische Maie-Lied. Eine vergleichende Untersuchung. 255 pp. 1922.
- 46. Reidar Th. Christiansen: The Norwegian Fairytales. A Short Summary. 40 pp. 1922.
- 45. Ilmari Manninen: Die dämonistischen Krankheiten im finnischen Volksaberglauben. Vergleichende volksmedizinische Untersuchung. 253 pp. 1922.
- 44. K. F. Karjalainen: Die Religion der Jugra-Völker. II. 386 pp. 1922. Out of print.
- 43. V.J. Mansikka: Die Religion der Ostslaven. I. Quellen. 408 pp. 1922 (2nd printing 1967).
- 42. Walter Anderson: Kaiser und Abt. Die Geschichte eines Schwanks. VI + 449 pp. 1923.
- 41. K. F. Karjalainen: Die Religion der Jugra-Völker. I. 204 pp. 1921.
- 40. Kaarle Krohn: K. F. Karjalainen. 14 pp. 1921.
- 39. Johannes Bolte: Zeugnisse zur Geschichte der Märchen. 71 pp. 1921.
- 38. Adolf Graf: Die Grundlagen des Reineke Fuchs. Eine vergleichende Studie. 136 pp. 1920.
- 37. Maurits de Meyer: Les contes populaires de la flandre. Aperçu général de l’étude du conte populaire en Flandre et catalogue de toutes les variantes Flamandes de contes populaires. 94 pp. & Maurits de Meyer: In memoriam Alfons de Cock. 4 pp. 1921.
- 36. Johannes Bolte: Name und Merkmale des Märchens. 42 pp. 1920.
- 35. Kaarle Krohn: Eliel Aspelin-Haapkylä als Urheber der neueren volkskundlichen Sammelarbeit der Finnischen Literaturgesellschaft. 10 pp. 1920.
- 34. Václav Tille: Verzeichnis der böhmischen Märchen. I. 371 pp. 1921.
- 33. Antti Aarne: Finnische Märchenvarianten. Ergänzungsheft I. Verzeichnis der in den Jahren 1908–1918 gesammelten Aufzeichnungen. 64 pp. 1920.
- 32. A. V. Rantasalo: Der Ackerbau im Volksaberglauben der Finnen und Esten. III. 137 pp. 1920.
- 31. A. V. Rantasalo: Der Ackerbau im Volksaberglauben der Finnen und Esten. II. 143 pp. 1919.
- 30. A. V. Rantasalo: Der Ackerbau im Volksaberglauben der Finnen und Esten mit entsprechenden Gebräuchen der Germanen verglichen. I. VI + 96 pp. 1919.
- 29. Kaarle Krohn: Axel Olrik. 18 pp. & E. Mogk: Oskar Dähnhardt. 22 pp. & Kaarle Krohn: Fünfter Bericht über die Tätigkeit des folkloristischen Forscherbundes “FF”. 19 pp. & Reidar Th. Christiansen: Die Zentralisation der Sammlungsarbeit in Norwegen. 6 pp. 1919.
- 28. Antti Aarne: Vergleichende Rätselforschungen. III. 61 pp. 1920.
- 27. Antti Aarne: Vergleichende Rätselforschungen. II. 216 pp. 1919.
- 26. Antti Aarne: Vergleichende Rätselforschungen. I. 178 pp. 1918.
- 25. Antti Aarne: Estnische Märchen- und Sagenvarianten. Verzeichnis der zu den Hurt’schen Handschriftsammlungen gehörenden Aufzeichnungen. 160 pp. 1918.
- 24. Reidar Th. Christiansen: The Tale of the Two Travellers or the Blinded Man. A Comparative Study. 194 pp. 1916.
- 23. Antti Aarne: Der reiche Mann und sein Schwiegersohn. Vergleichende Märchenforschungen. 195 pp. 1916.
- 22. Antti Aarne: Der Mann aus dem Paradiese in der Literatur und im Volksmunde. Eine vergleichende Schwankuntersuchung. 111 pp. 1915.
- 21. Kaarle Krohn: Vierter Bericht über die Tätigkeit des folkloristischen Forscherbundes “FF”. 3 pp. 1914.
- 20. Antti Aarne: Schwänke über schwerhörige Menschen. Eine vergleichende Untersuchung. 91 pp. 1914.
- 19. F. A. Hästesko: Motivverzeichnis westfinnischer Zaubersprüche nebst Aufzählung der bis 1908 gesammelten Varianten. VI + 64 pp. 1914.
- 18. Reidar Th. Christiansen: Die finnischen und nordischen Varianten des zweiten Merseburgerspruches. Eine vergleichende Studie. VI + 218 pp. 1914.
- 17. Axel Olrik: Personal Impressions of Moltke Moe. 76 pp. 1915.
- 16. Aladár Bán: Die ungarische Sektion des Forscherbundes “FF” im Jahre 1913. 3 pp. + Statuten des Bundes “FF”. 3 pp. 1914.
- 15. Antti Aarne: Der tiersprachenkundige Mann und seine neugierige Frau. Eine vergleichende Märchenstudie. IV + 83 pp. 1914.
- 14. Antti Aarne: Übersicht der Märchenliteratur. IV + 76 pp. 1914.
- 13. Antti Aarne: Leitfaden der vergleichenden Märchenforschung. IV + 87 pp. 1913.
- 12. Antti Aarne: Dritter Bericht über die Tätigkeit des folkloristischen Forscherbundes “FF”. 12 pp. & Aladár Bán: Die ungarische Sektion des Forscherbundes “FF” im Jahre 1912. 2 pp. 1913.
- 11. Antti Aarne: Die Tiere auf der Wanderschaft. Eine Märchenstudie. V + 174 pp. 1913.
- 10. Antti Aarne: Übersicht der mit dem Verzeichnis der Märchentypen in den Sammlungen Grimms, Grundtvigs, Afanasjews, Gonzenbachs und Hahns übereinstimmenden Märchen. 15 pp. 1912.
- 9. Antti Aarne: Variantenverzeichnis der finnischen Deutungen von Tierstimmen und anderen Naturlauten. 17 pp. 1912.
- 8. Antti Aarne: Verzeichnis der finnischen Ursprungssagen und ihrer Varianten. 23 pp. 1912.
- 7. Kaarle Krohn: Zweiter Bericht über die Tätigkeit des folkloristischen Forscherbundes “FF”. 6 pp. 1911.
- 6. Oskar Hackman: Katalog der Märchen der finnländischen Schweden mit Zugrundelegung von Aarnes Verzeichnis der Märchentypen. 38 pp. 1911.
- 5. Antti Aarne: Finnische Märchenvarianten. Verzeichnis der bis 1908 gesammelten Aufzeichnungen. XXXII + 168 pp. 1911.
- 4. Kaarle Krohn: Erster Bericht über die Tätigkeit des folkloristischen Forscherbundes “FF”. 16 pp. 1910.
- 3. Antti Aarne: Verzeichnis der Märchentypen. X + 66 pp. 1910.
- 2. Astrid Lunding: The System of Tales in the Folklore Collection of Copenhagen. 24 pp. 1910.
- 1. Axel Olrik: Dansk Folkemindesamling (DFS), The National Collection of Folklore in Copenhagen. 9 pp. 1910.